# Битва при Товеруде
Битва при Товеруде (швед. Slaget vid Toverud) или бои при Раккестаде и Товеруде — серия стычек между шведскими и датско-норвежскими войсками, произошедших у фермы Товеруд и в окрестностях Раккестада 19 и 20 апреля 1808 года во время датско-шведской войны 1808—1809 годов.

## Предыстория
14 апреля 1808 года 2-я шведская бригада под командованием полковника Шверина пересекла шведско-норвежскую границу у Скиллингфорса и двинулась на запад в сторону Эурскога и Хёланна. Майор Фридрих Кристофер фон Диттен, который был командиром небольших норвежских аванпостов, дислоцированных в этом районе, решил отвести свои войска через реку Гломма вместо того, чтобы атаковать шведов. Это означало, что дорога была открыта шведскому кавалерийскому отряду графа Акселя Отто Мёрнера, который затем 16 апреля занял незащищённый окоп в деревне Блейкер.
Датский генерал-майор Карл Август был проинформирован о шведском нападении и приказал шести ротам и нескольким драгунам общей численности 2200 человек двинуться на север от Роде, а вечером 18 апреля он и его войска провели  ночь в церкви Трёгстад. Именно во время его пребывания там ему сообщили, что шведы захватили окоп в Блейкере. На рассвете 19 апреля он продолжил быстрый марш на север, в сторону Эурскога.
В тот же день полковник Шверин также послал роту на север, в сторону Блейкера, чтобы подкрепить графа Мёрнера, но у Киллингмо они столкнулись с одним из норвежских авангардов и решили отступить обратно в штаб полковника Шверина в Ханеборге. Таким образом, Карлу Августу удалось отрезать графа Мёрнера и его войска от 2-й шведской бригады, и, приказав двум своим ротам закрепиться на фермах в Раккестаде, он намеревался заблокировать возможность графа Мёрнера отступить.

## Ход событий

### Раккестад
Майор Пол Вейбай согласно плану Карла Августа двинулся в сторону Блейкера с пятью ротами и 40 драгунами, чтобы найти подходящее место для остановки шведов, и решил занять ферму Товеруд во второй половине дня 19 апреля. Он выстроил своих солдат фронтом на юге, где размещалось 250 шведских солдат под командованием графа Мёрнера, а лёгкая рота располагалась севернее, в сторону Ханеборга.
Граф Мёрнер быстро понял, что норвежцы собираются окружить его войска, и решил немедленно отступить к основным силам в Ханеборге. Шведы в спешке начали продвигаться к норвежским позициям в районе Раккестада, но весь снег помешал им обойти части норвежских войск. Это не оставило им другого выбора, кроме как атаковать. Мёрнер решил начать атаку с кавалерийской атаки и первым послал гусар. Поскольку норвежские солдаты слишком рано открыли огонь из мушкетов, это дало шведам большое преимущество, поскольку у норвежцев не было времени на перезарядку, и оборона прорвалась, когда гусары достигли норвежских позиций.
Победа стоила шведам всего 11 человек, в то время как датско-норвежские войска потеряли от 10 до 20 человек.

### Товеруд
После того как шведы прорвали часть норвежской обороны у Раккестада, они вскоре поняли, что им также придётся прорвать войска, закрепившиеся у Товеруда. Граф Мёрнер решил, что гусары снова будут первыми в строю и штурмуют норвежские позиции у Товеруда, а сам он с пехотой будет позади. Но на этот раз гусары были отброшены, и Мёрнер решил вместо этого совершить штыковую атаку. Но прежде чем шведские войска успели перегруппироваться для новой атаки, норвежские войска начали атаковать их с флангов. Граф Мёрнер тогда понял, что им не удастся прорвать норвежскую оборону у Товеруда, и решил сдаться норвежскому лейтенанту Грегерсу Лунду.
Датско-норвежские силы потеряли всего лишь от 30 до 40 человек, тогда как шведы потеряли 2 убитыми, от 13 до около 40 ранеными и 101—121 взятыми в плен, среди которых были гренадеры, гусары и 9 офицеров.

## Последствия
В общей сложности шведы потеряли 127—188 человек, в то время как датско-норвежские силы — 40—60 человек. Позже шведских пленников провели через Христианию, а затем доставили в крепость Акерсхус. Граф Аксель Отто Мёрнер был заключён в поместье Улефосс Нильс-Аалла, но в 1809 году был освобождён.

## Память
В 1908 году на Товеруде был установлен памятник в честь битвы в связи с её 100-летием.